# Оушен, Катя
Катя О́ушен (настоящее имя Екатерина Александровна И́влиева; Минск, Беларусь) — белорусская певица, радиоведущая, актриса, композитор и автор текстов. Дважды лауреат Песни года Беларуси в 2023 и в 2024 годах. Лауреат международного конкурса «Славянская звезда». 12 песен артистки стали хитами в эфире белорусских радиостанций, благодаря чему она прочно утвердилась в качестве №1 исполнительницы электронной танцевальной музыки в Беларуси.

## Биография
Катя Оушен родилась в Минске в творческой и музыкальной семье. Мама — Лариса Владимировна Ивлиева — актриса, режиссёр, преподаватель, сценарист. Отец — Александр Валентинович Ивлиев — бард, автор песен. У Кати есть старший брат — Павел.
Катя Оушен окончила школу-лицей № 130 (в настоящее время гимназия № 15) города Минска с музыкальным уклоном и сразу же поступила в Белорусский государственный университет культуры. После учёбы в университете Катя Оушен начала серьёзно заниматься сольной карьерой, совмещая работу диджеем на радио.
Катя Оушен неоднократно принимала участие в концертных программах международного фестиваля  «Славянский базар», выступала на праздниках «День города» и День Независимости Республики Беларусь, участвовала в праздничном концерте в честь 70-летия ВДНХ в Москве. Её песни на французском языке «Comme Tous Le Reste» и «Rien A Faire» стали саундтреками к детективному сериалу  «Поцелуй Сократа».

### Начало музыкальной карьеры
Первые шаги в музыкальной карьере Катя Оушен стала делать ещё в раннем детстве. Уже в 5 лет она выступила на правительственном концерте, который проходил в Минске (Окружной дом офицеров). Любовь к музыке Кате привила её мама, которая постоянно занималась с ней пением. Катя Оушен окончила Минский лицей с музыкальным уклоном. 6 лет пела в образцовом хоре «Журавинка», благодаря которому побывала во многих странах Европы. С 1-го по 9-й класс Катя занималась скрипкой. А также 3 года во время учёбы посвятила занятиям фортепиано. После учёбы в лицее Катя Оушен поступила в Белорусский государственный университет культуры и стала осваивать профессию режиссёра.
Учёба по этой специальности Кате Оушен доставляла невероятное удовольствие. Она увлечённо занималась всеми дисциплинами: мастерство актёра, постановка голоса, хореография, культура речи и так далее. Но, несмотря на большую загруженность в университете, Катя всё же продолжала серьёзно заниматься вокалом и в 2001 году была записана первая песня «Сёмае неба». На слова белорусского поэта Казимира Камейши она сочинила музыку. Премьера этого трека состоялась в 2002 году в эфире Белорусского радио (Первый Национальный канал Белорусского радио).

### Ранний успех
Параллельно с учёбой в университете Катя занялась сочинением песен. В 2002 году певица записала песню «Я не вернусь». Аранжировку на этот трек Катя Оушен сделала сама. Сведение и мастеринг песни были произведены Алексеем Зайцевым в звукозаписывающей студии Минска «Меццо-форте». В 2003 Катя записывает следующий трек — «Не уходи», а немного позже выпускает ещё одну авторскую песню — «Знаю точно я…». У названий трёх вышеупомянутых песен, даже есть своя «история». Когда трек «Знаю точно я…» попал в эфир Радио «Мир-Беларусь», один из диджеев сказал:
«Ну, наконец-то, Катя определилась! То она просит, чтобы „он“ не уходил, потом она сама убегает от „него“ и говорит, что больше не вернётся, а сейчас всё понятно! Девушка точно знает, чего хочет!»
Чуть позже Катя Оушен записывает песню «Это наш мир». Можно считать, что с выходом именно этого трека в творчестве Кати Оушен появляются мажорные нотки. Песню Катя написала в один день.

### Французские мотивы
Летом 2005 года благодаря отцу Кати происходит знакомство с продюсером и композитором Сергеем Ждановичем, который вместе с Аллой Рапкиной написал первую песню на французском языке для исполнительницы «C’est La Vie». К концу 2005 года песня становится популярна и успешно ротируется не только на радиостанциях Беларуси, но и Франции. В июне 2006 на песню «C’est La Vie» был снят видеоклип. В этом же году Катя Оушен возобновляет сотрудничество с композитором Леонидом Шириным и теперь они продолжают работать над франкоязычным проектом «Nicole». Осенью того же года появляется песня «Comme Tous Le Reste». Следом выходит ещё одна песня «Sans Souci», написанная всё теми же авторами. Одновременно с записью песен певица начинает активно выступать. В начале 2007 года Катя, продолжая сотрудничать с Леонидом Шириным и Ириной Василенко, записывает новую песню «Rien a Faire», которая также имеет популярность в белорусских радиоэфирах, оказывается в претендентах лучших песен на попадание в хит-парад радио UNISTAR и становится саундтреком к детективному сериалу «Поцелуй Сократа».

### Проекты, конкурсы
Весной 2007 года «MTV-Minsk» приглашает Катю Оушен принять участие в проекте «Полуакустика» — аналог легендарной сверхпопулярной программы MTV Unplugged международной телевизионной сети MTV. Идея этой программы заключается в том, что известные музыканты, независимо от своих музыкальных стилей и направлений, играют собственные произведения без использования электроники и мощных усилителей — только вживую! Певица принимает предложение и в акустической версии исполняет свои четыре песни на французском языке: «C’est La Vie», «Comme Tous Le Reste», «Sans Souci», «Rien a Faire». В августе этого же года Катя с песней «Это наш мир» участвует в конкурсе «Золотая птица» на Украине и одерживает победу в номинации «Волшебная гармония». После этого певицу приглашают на проект «Серебряный граммофон» ОНТ.
Готовясь к конкурсу «ЕвроФест-2007», Катя Оушен пробует себя в стиле pop rock. Так появляется трек «Sous Le Masque Dore». Эта песня в полной мере показывает музыкальное любопытство Кати, её желание меняться в поисках своего стиля.

### Новая Катя Оушен
В декабре 2007 года у Кати Оушен складывается новый творческий тандем с саунд-продюсером Беларуси, диджеем, композитором, основателем проекта «BY DeeJays» — Сергеем Евсеенко (Evsey).
Именно песня «Постой» в тот момент даёт сильный резонанс. С выходом этого трека Катя по-настоящему серьёзно обратила на себя внимание. С этой песней и кавер-версией на известный хит «Voyage, Voyage» в феврале 2008 года певица участвует в отборочном туре конкурса «Новая волна».
Сотрудничая с Сергеем Евсеенко, Катя решает вернуться к исполнению песен на русском языке. Результатом плодотворной совместной работы можно назвать следующий трек певицы «Вся моя любовь». Теперь она работает в стиле dance-pop.
«Нет предела совершенствованию и вечному поиску» (Катя Оушен)
Песня «Вся моя любовь» становится популярной в ночных клубах Беларуси. Очередной успех и известность певице приносит ремикс на песню «Постой», который оказывается хитом и хорошо ротируется не только на отечественных радиостанциях, но и в эфирах радио ближнего зарубежья, попадая в танцевальные хит-парады.
Следующий трек «Я твоя» принёс Кате Оушен настоящий успех. В мае 2009 года на ВДНХ в Москве прошёл Международный конкурс «Славянская звезда — 2009». Он объединил более 30 молодых исполнителей из СНГ, а также стран ближнего и дальнего зарубежья. Победа досталась Кате Оушен. Певица завоевала на конкурсе Гран-при и была награждена медалью России «За профессионализм». Каждый участник конкурса исполнял по три песни. Катя выбрала балладу «I Just Called to Say I Love You» (Стиви Уандер), русскоязычную песню «Я твоя» и блюзовое произведение на белорусском языке «Дзівосны сон». Такие разные песни Катя взяла специально, чтобы показать весь диапазон своего голоса.
В июле того же года Катя Оушен выступила на Международном фестивале искусств «Славянский базар» в программе «Танцуй до утра!» с песней «Я твоя» в disco-версии.
Одновременно с концертной деятельностью Катя Оушен продолжает записывать новые треки. Следующая песня, которая увидела свет — «Не отпускай меня». Создание этого трека было кропотливым и длительным. В какой-то момент Кате Оушен и Сергею Евсеенко казалось, что это творение никто и никогда не услышит. Но песня всё-таки была доделана и выпущена, более того, следом вышла её вторая версия.
В 2010 году вышел экспериментальный трек под названием «Боль души». Изначально планировалось сделать эту песню романтической балладой, но в последний момент Evsey предложил кардинально другую версию. Песня получилась в стиле drum’n’bass. В создании этого трека приняли участие Сергей Евсеенко, Леонид Ширин и Катя Оушен. Это был настоящий прорыв в музыкальной индустрии Беларуси.
Эксперименты на этом не закончились. В мае 2011 года вышел сингл «Nothing, Nothing», в котором переплелись сразу несколько музыкальных стилей — инди-поп с элементами лёгкого рока и синтипопа. Чуть позже был выпущен ремикс на «Nothing, Nothing», который получил большой резонанс в странах ближнего и дальнего зарубежья. Трек попал в сотню лучших танцевальных хитов радиостанций «Европа плюс» и «Хит FM», а также ротировался в эфире немецкой радиостанции Laut.fm.
Катя Оушен постоянно находится в поиске интересных идей, ищет себя в мире разноплановой музыки, в результате чего и появилась следующая песня «7ае неба». Интересно, что создание этого трека началось ещё 10 лет назад с момента, когда Катя, находясь в поиске вдохновения, однажды взяла несколько сборников со стихами белорусских поэтов и стала их читать. Стихотворение «7ае неба», написанное Казимиром Камейша, сразу же привлекло внимание Кати. Это произведение настолько ей понравилось, что Кате сразу же захотелось его исполнить. Так завязались творческие отношения между Катей Оушен и белорусским поэтом и переводчиком, лауреатом литературной премии имени А. Кулешова, автором многочисленных сборников поэзии и прозы Казимиром Камейша. Первая версия песни была выпущена в 2001 году, музыку и аранжировку к ней Катя написала сама. И вот спустя 10 лет — 10 декабря 2012 года в свет вышла песня «7ае неба» в новом звучании. Музыку и аранжировку на слова белорусского поэта Казимира Камейша написал Сергей Евсеенко.
«Мне очень близка эта тема, думаю, как и для многих из Вас. Эта маленькая история о невероятной силе чувств любящих друг друга людей, которые хотят, чтобы эти мгновения длились целую вечность. Каждую минуту своего счастья они проживают как одну маленькую жизнь, сохраняя в памяти самые сокровенные моменты. „7ае неба“ — песня о тех и для тех, кто хоть однажды смог почувствовать себя „на седьмом небе“ от испытанных чувств и кто всё ещё ждёт этого». (Катя Оушен)
«Любому поэту, писателю всегда очень приятно, когда его творчество кого-то интересует, и уж тем более, когда музыканты испытывают огромное желание написать на его стихи музыку и создать песню. Я всегда открыт для сотрудничества. Что касается стихотворения „Сёмае неба“, написал я его под впечатлением увиденного. Знаете, у поэта есть обычай — на всё смотреть своим воображением. Как-то, довелось мне наблюдать за аистом, который так трепетно целовал свою любимую. В тот момент у меня наступила наивысшая степень радости. Ведь в моей жизни всё происходило именно так. Когда любишь — ощущаешь себя на седьмом небе от счастья». (Казимир Камейша)
28 января 2013 песня «7ае неба» попадает в пятёрку лучших хит-парада «Бульба-Хит» на МВ-радио (ранее Минская волна). В течение недели песня набирает большое количество голосов и становится № 1. «7ае неба» лидирует на протяжении трёх недель, после чего ещё несколько недель остаётся в хит-параде, занимая 2 и 3 места.
10 марта 2015 Катя Оушен выпустила свой новый сингл на французском языке «Je Les Oubliais», а 2 апреля состоялась его премьера в эфире Первого Национального канала Белорусского радио.
9 ноября 2015 в свет выходит очередной сингл певицы на английском языке «Still Into You». Слова к новой песне Катя Оушен написала сама, музыка и продакшн — Сергей Евсеенко. И уже 10 ноября состоялась его премьера в эфире радиостанции «Радиус-FM» (103.7 FM в Минске) в рамках утреннего шоу «Успеть всё!» 10 марта 2016 на песню «Still Into You» выходит официальный ремикс от DJ Evsey , который сделан в лучших традициях танцевальной хаус-музыки. А 17 марта в эфире радио «Радиус-FM» в рамках программы «Блондинка за рулём» состоялась его премьера.
24 мая 2018 на федеральном телеканале Беларуси Беларусь 1 в программе «Добрай раніцы, Беларусь!» состоялась премьера новой песни Кати Оушен «Знаю». 30 мая — премьера песни «Знаю» в эфире радиостанции «Радиус-FM» (103.7 FM в Минске) в утреннем шоу «Самое утро!», а 24 июня в эфире Первого Национального канала Белорусского радио в рамках воскресной программы «Настроение!» состоялась очередная премьера песни «Знаю». Осенью этого же года начались съёмки клипа на новый сингл Кати, работа над которым длилась несколько месяцев. Режиссёр — Жигалкович Алексей Александрович.
27 марта 2019 — мировая премьера сингла «Знаю» на iTunes, а 1 апреля выходит клип на песню «Знаю» на одном из крупнейших музыкальных сайтов и видеоканале на YouTube ELLO! Меньше, чем за неделю клип набрал более 10 тысяч просмотров. 11 апреля Катя Оушен с премьерой своего нового музыкального видео в ток-шоу «День в большом городе» на телеканале «Беларусь 1», а 16 апреля исполнительница с премьерой клипа в программе «Добрай раніцы, Беларусь!». 29 апреля Катя Оушен презентует свой клип «Знаю» в программе «Афиша» в эфире музыкального телеканала «БелМузТВ». 11 мая состоялась очередная премьера клипа в эфире ОНТ (телеканал) в музыкально-развлекательной программе «Хит на завтрак», а 23 мая — премьера в программе «Наше утро» на ОНТ (телеканал).
10 июня 2019 сингл «I know» появляется на прилавках самых известных цифровых музыкальных магазинов. Сингл вышел на англоязычном лейбле «Globalsound Ru Music».
26 июня 2019 Катя Оушен приняла участие в большом проекте телеканала ТНТ-International «Эфирная прямая». Телевизионный марафон собрал около 150 известных и выдающихся личностей, который проводился в честь II Европейских игр 2019 в Минске. Главная цель этого марафона — поставить новый рекорд по количеству приглашённых гостей в эфир.
10 декабря 2019 выпущен ультрамодный ремикс на сингл «Знаю». Автором танцевальной версии выступил Сергей Евсеенко (DJ Evsey). А 17 января 2020 Катя Оушен презентовала трек в эфире гомельской радиостанции «Правда Радио» в программе «Гвоздь по пятницам».
28 мая 2020 Катя Оушен выпускает новый трек «По вискам», который появился на всех стриминговых площадках. Эту песню певица написала сама.
«Я написала эту песню, как своего рода обращение ко всем тем, кто сейчас стоит перед выбором и продолжает балансировать между „уйти“ или „остаться“, так и не совершив решительный шаг. Всегда довольно непросто сделать первый шаг, оставить всё в прошлом и уйти в ничего не обещающую вам неизвестность. Но именно он, этот шаг, возможно, и окажется тем самым шансом начать новый виток своей жизни, заново расправить свои крылья и научиться летать. Оставить всё как есть или идти дальше, выбор всегда за вами! Я очень надеюсь, что вам понравится моя новая песня и вы поймаете мой вайб.» (Катя Оушен)
Танцевальный трек спродюсирован в стилистике ретро с использованием свойственных тому времени басов и синтезаторов.
5 августа 2020 Катя Оушен выпустила клип «По Вискам». Это первый клип, где певица решила выступить ещё и в качестве режиссёра. Съёмки музыкального видео длились 2 дня.
«У меня собралась отличная команда! Это был самый настоящий съёмочный драйв, который, я очень надеюсь, передастся каждому, кто посмотрит мой новый клип „По Вискам“. Это была действительно командная работа!» (Катя Оушен)
7 августа 2020 в рамках развлекательного телевизионного шоу «День в большом городе» состоялась премьера клипа «По Вискам» на телеканале Беларусь 1, а 12 августа Катя Оушен с премьерой своего нового видео побывала в утреннем шоу «Наша Ранiца» на телеканале ОНТ.
14 декабря 2020 Катя Оушен выпускает балладу «Выше звёзд». Эта песня не похожа на всё то, что ранее создавала певица. По признаниям исполнительницы — это особенная песня для неё, которую она написала сама.
«Мы можем долгие годы искать своего человека, того, с кем будешь на одной волне, завершать одновременно фразу друг друга и смеяться над одним и тем же. Встретив его однажды, ловишь ощущение, что знаешь этого человека всю свою жизнь и между вами незримая связь. Но есть определённые препятствия, чтобы быть вместе. И, если ваша любовь действительно „выше звёзд“, то вы всё равно будете вместе, несмотря на любые преграды…» (Катя Оушен)
И вот уже 18 декабря выходит клип на песню «Выше звёзд». Музыкальное видео снято одним кадром на высоте. Режиссёр-оператор — Даша Жбанова.
12 марта 2021 переиздание «Выше звёзд» на российском лэйбле PLASTINKA.
Следующий сингл, который выпустила Катя Оушен является также авторским, но написан он на английском языке и называется «ISWY». Это аббревиатура и расшифровывается новая песня исполнительницы, как «I Stay With You» («Я остаюсь с тобой»). Официальный релиз нового сингла «ISWY» состоялся 1 июня 2021 года на всех стриминговых площадках.
«Расстояния в тысячи миль, долгие месяцы ожидания, сплошные испытания, но только настоящая любовь преодолеет все препятствия. Вот о чём моя новая песня ISWY» (Катя Оушен)
В последний день лета 31 августа Катя Оушен выпускает танцевальную динамичную песню «Наше лето». Как и предыдущие песни этот трек исполнительница написала сама и посвятила его уходящему лету.

### Евровидение 2021 (дуэтная история)
В октябре 2019 года Кате Оушен предлагает посотрудничать известный британский рэпер и музыкальный продюсер Daz Sampson и записать дуэтную песню «Give You Love», чтобы в дальнейшем принять участие в национальном отборе на Евровидение-2020 в Беларуси. Катя с радостью принимает это предложение, но на старте работы над песней становится известно, что по условиям конкурса иностранным исполнителям не предоставляется возможным подать заявку на участие в национальном отборе. Всё откладывается ровно на год. За это время Катя Оушен и Daz Sampson успели поработать над несколькими песнями, одна из них была записана (сольная песня, которую Daz написал специально для Кати), но официальный релиз этой песни пока ещё не состоялся.
1 января 2021 Белтелерадиокомпания открывает прием заявок для участия в национальном отборе на Евровидение-2021. По условиям конкурса иностранные исполнители теперь имеют право подать заявку. Катя Оушен и Daz Sampson начинают активно работать над песней «Give You Love», которая год ждала своего времени. За короткий срок была полностью переделана аранжировка и её звучание. Итак, песня записана, а также снято видео живого исполнения песни — это обязательное условие для участия в национальном отборе.
2 февраля песня «Give You Love» в доступе на всех стриминговых площадках мира.

### Сотрудничество с британским лейблом
В 2023 году Катя стала первой белорусской артисткой, подписавшей контракт с Британским звукозаписывающим лейблом «Sporting Riff Raff Records», выпустила за год дебютный альбом «Never to late» («Никогда не поздно») и 8 песен.
За 2023 год Катя Оушен получила широкую ротацию на большинстве ведущих белорусских радиостанций и телеканалов. Её песня «Возвращаюсь домой» («Coming Home») стала песней года, и с ней она выступила на главном музыкальном событии года «Песня года Беларуси — 2022». Неоднократно появлялась с премьерами песен и клипов в утренних шоу «Добрай ранiцы, Беларусь» на телеканале Беларусь 1, «Наше утро» на телеканале «ОНТ», «Подъём» на телеканале «ТНТ», в программе «Новости» на российском телеканале «МИР 24», программе «Народный ГОСТ» и «Что? Где? Когда?» на телеканале «ОНТ». А также приняла участие в шоу «Герои» на телеканале «Беларусь 1» и др.
Катя Оушен стала самой популярной белорусской танцевальной артисткой, а сейчас является ведущей EDM-артисткой в Беларуси. Её международная привлекательность отражается в её способности петь как на английском, так и на русском языках. Все песни Катя пишет и продюсирует сама. Певица была 7 раза в Лондоне и Ливерпуле, где она написала и записала все свои песни для альбома «Never to late».
Способность Кати писать и продюсировать поп/танцевальные песни открыла ей горизонты для сотрудничества со многими белорусскими артистами и для написания песен для них. Так, она написала и спродюсировала песню «Поем про Беларусь» для Ангелины Волковой.
В 2024 году певица снова становится лауретом Песни года Беларуси с песней "Герой".
2 июня 2025 года Катя Оушен выпустила свой второй студийный альбом "Moving on" (Двигаться дальше), в который вошли треки как на английском, так и на русском языках. В настоящее время артистка продолжает работать с звукозаписывающим лейблом «Sporting Riff Raff Records».

### Актёрский опыт
В июле 2012 года Катя Оушен дебютировала в качестве актрисы в российском сериале «Семейный детектив». Певица сыграла роль своей героини по фильму (Светланы) с российским актёром Васильевым Анатолием Александровичем.
Премьера сериала «Семейный детектив» состоялась 23 января 2013 на телеканале «Россия-1».

## Дискография
Альбом
- «Never to late» («Никогда не поздно») (2023)
- «Moving on» («Двигаться дальше») (2025)

Синглы
- Я не вернусь (2002)
- Не уходи (2003)
- Знаю точно я… (2004)
- Это наш мир (2005)
- C’est La Vie (2006)
- Comme Tous Le Reste (2006)
- Sans Souci (2006)
- Rien a Faire (2007)
- Sous Le Masque Dore (2007)
- Постой (2008)
- Вся моя любовь (2008)
- Постой (Evsey Remix) (2009)
- Two Become One (2009)
- Я твоя (Disco и RNB версии) (2009)
- Не отпускай меня (2009)
- Боль души (2010)
- v.2.0 (Не отпускай меня) (2010)
- Nothing, Nothing (сингл, 2011)
- Nothing, Nothing (Remix, 2011)
- 7ае неба (сингл, 2013)
- Je Les Oubliais (сингл, 2015)
- Still Into You (сингл, 2015)
- Still Into You (Remix, 2016)
- Знаю (сингл, 2019)
- I Know (сингл, 2019)
- Знаю (Remix, 2019)
- По вискам (2020)
- Выше звёзд (2020)
- Выше звёзд (2021) EP
- ISWY (сингл, 2021)
- Наше лето (сингл, 2021)
- Coming Home (сингл, 2022)
- Возвращаюсь домой (сингл, 2023)
- Nothing Else Matters (сингл, 2023)
- Не Уходи (сингл, 2023)
- Love Will Set You Free (сингл, 2023)
- Enemy (сингл, 2023)
- Нужна любовь (сингл, 2023)
- The Way Love Goes (сингл, 2023)
- Hero (сингл, 2023)
- Герой (сингл, 2023)
- Show Me Love (сингл, 2023)
- Life (сингл, 2023)
- Reason To Love (сингл, 2024)
- Причина любить (сингл, 2024)
- Shining Superstar (сингл, 2024)
- Скажи да (сингл, 2024)
- Find Me (сингл, 2024)
- Forever Love (сингл, 2024)
- Heat Of The Night (сингл, 2024)
- Только вдвоем (сингл, 2024)
- Тouch me (uh la la) (сингл, 2024)
- Коснись (у ла ла) (сингл, 2024)
- Life goes on (сингл, 2025)
- В его глазах (сингл, 2025)
- Crazy in love (сингл, 2025)
- Кругом идёт голова (сингл, 2025)

### Дуэты
- Daz Sampson & Katya Ocean — Give You Love (2021)

## Признание и награды
- 2009 — Гран-при Международного конкурса «Славянская звезда» (Москва) и медаль России «За Профессионализм».
- 2017 — Награда Министерства информации Республики Беларусь за значительный вклад в реализацию государственной информационной политики, развитие радиовещания в Беларуси и странах СНГ.
- 2018 — Почётный знак Межгосударственной телерадиокомпании «Мир».
- 2023 — Лауреат Песни года Беларуси.
- 2024 — Лауреат Песни года Беларуси.

### Песня года Беларуси
- Песня года Беларуси - 2022 (Возвращаюсь домой))
- Песня года Беларуси - 2023 (Герой))

### Клипы
- «С’est La Vie» (2006)[29]
- «Знаю» (2019)
- «По вискам» (2020)
- «Выше звёзд» (2020)
- «Give You Love» with Daz Sampson (2021, live)[30]
- «Coming home» (2022)
- «Возвращаюсь домой» (2022)
- «Nothing else matters» (2023)
- «Не уходи» (2023)
- «Love will set you free» (2023)
- «Enemy» (2023)
- «Нужна любовь» (2023)
- «The way love goes» (2023)
- «Show me love» (2023)
- «Герой» (2023)
- «Hero» (2023)
- «Причина любить» (2024)
- «Reason to love» (2024)
- «Скажи да» (2024)
- «Shining superstar» (2024)
- «Forever love» (2024)
- «Find me» (2024)
- «Только вдвоём» (2024)
- «Heat of the night» (2024)
- «Коснись (у ла ла)» (2024)
- «Touch me (oh la la)» (2024)
- «В его глазах» (2025)
- «Life goes on» (2025)
- «Кругом идёт голова» (2025)
- «Crazy in love» (2025)

### Карьера на радио «Мир»
- Промо-ролик. DJ Катя Ивлиева (Ограниченный доступ 25.12.2022)
- Диджей Катя Ивлиева[31]
- Радио «Мир» 20 лет. Какие наши годы!
- В могилевском клубе «Метро» прошла вечеринка радио «Мир»
- «Радиостанция „Мир“ празднует день рождения». Аргументы и факты[32]
- «Радио „Мир“: определяем IQ в прямом эфире!» relax.by[33]
- Праздник на сцене и за кулисами… Солигорск[34]

#### Радиоконцерты
- Большое интервью на радио «Мир». Радиоконцерт[35]
- Katya Ocean — Give You Love (acoustic). Радиоконцерт на радио «Мир»[36]
- Katya Ocean — Still Into You (live). Радиоконцерт на радио «Мир»[37]

### Разное на YouTube
- «Эфирная прямая» на телеканале TNT-International
- Катя Оушен на фестивале «Славянский базар»[38]
- «Утро. Студия хорошего настроения с Катей Оушен» СТВ
- «Серебряный Граммофон» ОНТ[39]
- Катя Оушен в программе «Шунин и блондинки»[40]

### Разное (другое)
- Из Кати Ивлиевой в Катю Оушен и обратно. sb.by[41]
- Катя Оушен в ток-шоу «День в большом городе» на телеканале «Беларусь 1!». tvr.by[42]
- Каця Iўліева: «Заўсёды кажу толькi тое, што думаю». zviazda.by[43]
- «Славянская звезда-2009». naviny.media